# Беврон
Беврон (фр. Beuvron) насеље је и општина у источном делу централне Француске у региону Бургоња, у департману Нијевр која припада префектури Кламси.
По подацима из 2011. године у општини је живело 105 становника, а густина насељености је износила 11,05 становника/km². Општина се простире на површини од 9,5 km². Налази се на средњој надморској висини од 215 метара (максималној 310 m, а минималној 175 m).

## Демографија
| 1962. | 1968. | 1975. | 1982. | 1990. | 1999. | 2011. |
| ----- | ----- | ----- | ----- | ----- | ----- | ----- |
| 80    | 90    | 81    | 82    | 95    | 81    | 105   |

График промене броја становника у току последњих година